# Вискович, Франческо Дольчи де
Франческо Дольчи де Вискович (хорв. Francesko Dolci de Visković, черног. Франческо Долчи де Вицковић; 1742, Дубровник — 1805, Монастырь Станевичи) — секретарь епископа Петра I Петровича.

## Биография
Франческо был священником в Перасте и в Дубровнике, а также викарием в Вене и в Санкт-Петербурге. Как близкий соратник епископа Петра, ездил с ним в Россию в 1785 году.
С начала восстания в 1802 году австрийские представители считали его одним из основных движущих сил восстания и инициатора переговоров с Французской Республикой. Представители русского правительства в 1803 году также начинают обвинять владыку Петра I и Висковича в связи с французами. Русское правительство направило в Черногорию в октябре 1803 графа Марка Ивелича, а в следующем году консула А. Ф. Мазуревского для выяснения ситуации. Обвинение в связи с французским правительством было предъявлено только Висковичу, приговоренному 27 ноября 1804 года к смертной казни, которая был заменена пожизненным заключением.
Вскоре после этого он умер в тюрьме.